# Phygadeuon ursini
Phygadeuon ursini är en stekelart som beskrevs av Horstmann 1986. Phygadeuon ursini ingår i släktet Phygadeuon och familjen brokparasitsteklar. Inga underarter finns listade i Catalogue of Life.